# Gabaweyn
Die Gabaweyn oder Gabwing (auch Gabawein oder Gobaweyn) sind eine ethnische Minderheit in der Region Gedo im Süden Somalias. Ihr traditionelles Siedlungsgebiet liegt entlang dem Fluss Jubba zwischen Luuq und Baardheere. Alex de Waal schätzte ihre Zahl 1994 auf 30.000.
Sie stammen wohl von einer schwarzafrikanischen Bevölkerung ab, die bereits vor den Somali in jenem Gebiet gelebt hat. Heute leben sie als Minderheit neben den Somali vom Clan der Marehan-Darod im Westen und den Rahanweyn (Reewing) im Osten. Ihre Lebensgrundlage ist der Ackerbau, während die Marehan – wie die meisten Somali – traditionell nomadische Viehzüchter sind; die Rahanweyn sind als sesshafte Bauern und Viehzüchter ebenfalls eine Minderheit unter den Somali.
Sprachlich und kulturell sind die Gabaweyn von den Rahanweyn beeinflusst, wie diese sprechen sie die Af-Maay-Variante des Somali. Ihre Eigenbezeichnung auf Maay ist Gabwing, während Gabaweyn die Schreibweise in Standard-Somali ist. Sie sind mit den Gasar Gudde verbündet, einem Unterclan der Sagaal-Rahanweyn; auch zur Minderheitengruppe der Eyle bestehen Verbindungen.
Zusammen mit weiteren schwarzafrikanischen bäuerlichen Minderheitengruppen werden sie zum Teil als „somalische Bantu“ bezeichnet, obschon umstritten ist, ob sie ursprünglich eine Bantusprache oder eine kuschitische Sprache gesprochen haben. Die Somali bezeichnen diese Gruppen als Jareer, was so viel wie „harthaarig“ oder „kraushaarig“ bedeutet und neben der Haartextur weitere Merkmale wie leicht dunklere Hautfarbe, bestimmte („weichere“) Gesichtszüge und Körperform impliziert.

## Geschichte
Bis in die Kolonialzeit wurden die Gabaweyn von den benachbarten Marehan und Rahanweyn dominiert. Sie verfügten über keinen politischen Einfluss. Die gesamte Region Gedo blieb politisch marginal, bis 1969 der zu den Marehan gehörende Siad Barre in einem Putsch die Macht übernahm.
Unter Barres Diktatur enteigneten Marehan ab den 1980er-Jahren Land von den Gabaweyn, indem sie es gemäß den Bestimmungen des Landgesetzes von 1975 für sich registrierten oder die Bauern mit Waffengewalt verdrängten. Es bestanden Pläne für den Bau eines Großstaudamms bei Baardheere, der den Großteil des Landes überflutet hätte, und die Marehan spekulierten darauf, anstelle der Gabaweyn Entschädigungen dafür zu erhalten. Den Gabaweyn blieben zusehends kleinere Landstücke oder ein Leben als abhängige Arbeiter auf dem zuvor ihrigen Land.
Als 1991 der Vereinte Somalische Kongress (USC) des Hawiya-Clans Siad Barre stürzte und damit die Vorherrschaft der Marehan beendete, schlossen sich manche Gabaweyn im beginnenden somalischen Bürgerkrieg dem USC an. Auch dieser nahm jedoch Land und Besitz der Gabaweyn gewaltsam an sich und schützte die Gabaweyn nicht, als Darod-Truppen das Gebiet zurückeroberten und sich an ihnen für die Unterstützung des Gegners rächten. Um 1992 waren die meisten Gabaweyn-Dörfer verlassen und die Bewohner vor Krieg und Hungersnot in dia Nachbarländer Kenia und Äthiopien geflohen. Bei Friedensverhandlungen um die Region mit Unterstützung der internationalen Gemeinschaft wurden die Interessen der Gabaweyn nicht berücksichtigt. Manche Marehan-Kriegsherren behaupteten, es habe nie eine Gruppe namens Gabaweyn auf dem nun von ihnen beanspruchten Land gelebt.
Mitte der 1990er-Jahre gewann die militante islamistische Organisation al-Ittihad al-Islami, der Verbindungen zu al-Qaida vorgeworfen wurden, eine gewisse Anhängerschaft unter den Gabaweyn. Während sie Luuq kontrollierte, ermöglichte sie es Gabaweyn-Bauern, in die umliegenden Dörfer zurückzukehren und ihre landwirtschaftlichen Aktivitäten wieder aufzunehmen. Sie wurde 1996 durch eine militärische Intervention Äthiopiens entmachtet.